# Programul MEDIA

Logo-ul primului program MEDIA al Uniunii Europene.

Logo-ul subprogramului MEDIA al programului „Europa creativă” lansat la începutul anului 2014

MEDIA, denumit alternativ Creative Europe MEDIA (în care MEDIA este un acronim în limba franceză al Mesures pour encourager le développement de l'industrie audiovisuelle, adică în limba română pentru Măsuri de încurajare a dezvoltării industriei audiovizuale), este un program al Uniunii Europene pentru promovarea industriei cinematografice și audiovizuale în statele membre ale Uniunii Europene și în unele țări asociate. Principalele domenii de finanțare sunt dezvoltarea proiectelor cinematografice și promovarea și distribuția filmelor europene.
MEDIA a intrat într-o a doua etapă începând din ianuarie 2014 și, sub denumirea Creative Europe MEDIA, a devenit unul dintre cele două subprograme ale programului Creative Europe, care sprijină dezvoltarea culturii și a mass-mediei din Uniunea Europeană. Programul Creative Europe a fost adoptat în toamna anului 2013 de Parlamentul European și Consiliul European prin Regulamentul UE nr. 1295/2013. Programul are o durată de șapte ani din 1 ianuarie 2014 până la 31 decembrie 2020, un buget total de 1,46 de miliarde de euro, dintre care 824 de milioane de euro sunt alocate subprogramului MEDIA, 455 de milioane de euro subprogramului Cultura, 121 de milioane de euro Fondului de garantare (din 2016) și 63 de milioane pentru cooperarea politică transnațională. Punerea în aplicare a programului este detaliată în programele anuale ale Comisiei Europene.

## Legături externe
- en  The MEDIA sub-programme of Creative Europe pe situl Comisiei Europene
- de  Creative Europe MEDIA Arhivat în 10 decembrie 2018, la Wayback Machine. pe situl Creative Europe Desk Hamburg a Filmförderung Hamburg Schleswig-Holstein (Hrsg.).
- en  European Film Promotion Arhivat în 14 februarie 2019, la Wayback Machine. pe situl European Film Promotion e.V., Hamburg (Hrsg.).
- de  Creative Europe MEDIA pe situl Creative Europe Desk Austria - Kultur al Bundeskanzleramt din Austria, Abteilung II/10: Europäische und internationale Kulturpolitik (Hrsg.).